# Cronisia
Cronisia es un género de musgos hepáticas de la familia Corsiniaceae. Comprende 8 especies descritas y de estas, solo 3 aceptadas.

## Taxonomía
El género fue descrito por Miles Joseph Berkeley  y publicado en Introduction to Cryptogamic Botany 434. 1857.  La especie tipo es: Cronisia paradoxa Berk.  

## Especies aceptadas
- Cronisia fimbriata (Nees) Whittem. & Bischl.
- Cronisia mexicana M. Hicks
- Cronisia weddellii (Mont.) Grolle